# Liste des municipalités du Guatemala

Carte du Guatemala indiquant sa division en municipalités.

Le Guatemala est subdivisé en 323 municipalités, réparties entre 22 départements.

## Par département

### Alta Verapaz
- Chahal
- Chisec
- Cobán
- Fray Bartolomé de las Casas
- Lanquín
- Panzós
- San Cristóbal Verapaz
- San Juan Chamelco
- San Pedro Carchá
- Santa Cruz Verapaz
- Santa María Cahabón
- Senahú
- Tactic
- Tamahú
- Tucurú

### Baja Verapaz
- Cubulco
- Granados
- Purulhá
- Rabinal
- Salamá
- San Jerónimo
- San Miguel Chicaj
- Santa Cruz El Chol

### Chimaltenango
- Chimaltenango
- Comalapa
- El Tejar
- Parramos
- Patzicía
- Patzún
- Pochuta
- San Andrés Itzapa
- San José Poaquil
- San Martín Jilotepeque
- Santa Apolonia
- Santa Cruz Balanyá
- Tecpán Guatemala
- Yepocapa
- Zaragoza

### Chiquimula
- Camotán
- Chiquimula
- Concepción Las Minas
- Esquipulas
- Ipala
- Jocotán
- Olopa
- Quezaltepeque
- San Jacinto
- San José La Arada
- San Juan Ermita

### El Progreso
- El Jícaro
- Guastatoya
- Morazán
- San Agustín Acasaguastlán
- San Antonio La Paz
- San Cristóbal Acasaguastlán
- Sanarate
- Sansare

### Escuintla
- Escuintla
- Guanagazapa
- Iztapa
- La Democracia
- La Gomera
- Masagua
- Nueva Concepción
- Palín
- San José
- San Vicente Pacaya
- Santa Lucía Cotzumalguapa
- Siquinalá
- Tiquisate

### Guatemala
- Amatitlán
- Chinautla
- Chuarrancho
- Fraijanes
- Guatemala
- Mixco
- Palencia
- Petapa
- San José del Golfo
- San José Pinula
- San Juan Sacatepéquez
- San Pedro Ayampuc
- San Pedro Sacatepéquez
- San Raymundo
- Santa Catarina Pinula
- Villa Canales
- Villa Nueva

### Huehuetenango
- Aguacatán
- Chiantla
- Colotenango
- Concepción Huista
- Cuilco
- Huehuetenango
- Jacaltenango
- La Democracia
- La Libertad
- Malacatancito
- Nentón
- San Antonio Huista
- San Gaspar Ixchil
- San Ildefonso Ixtahuacán
- San Juan Atitán
- San Juan Ixcoy
- San Mateo Ixtatán
- San Miguel Acatán
- San Pedro Necta
- San Pedro Soloma
- San Rafael La Independencia
- San Rafael Petzal
- San Sebastián Coatán
- San Sebastián Huehuetenango
- Santa Ana Huista
- Santa Bárbara
- Santa Cruz Barillas
- Santa Eulalia
- Santiago Chimaltenango
- Tectitán
- Todos Santos Cuchumatán

### Izabal
- El Estor
- Livingston
- Los Amates
- Morales
- Puerto Barrios

### Jalapa
- Jalapa
- Mataquescuintla
- Monjas
- San Carlos Alzatate
- San Luis Jilotepeque
- San Manuel Chaparrón
- San Pedro Pinula

### Jutiapa
- Agua Blanca
- Asunción Mita
- Atescatempa
- Comapa
- Conguaco
- El Adelanto
- El Progreso
- Jalpatagua
- Jerez
- Jutiapa
- Moyuta
- Pasaco
- Quezada
- San José Acatempa
- Santa Catarina Mita
- Yupiltepeque
- Zapotitlán

### Département du Petén
- Dolores
- Flores
- La Libertad
- Melchor de Mencos
- Poptún
- San Andrés
- San Benito
- San Francisco
- San José
- San Luis
- Santa Ana
- Sayaxché

### Quetzaltenango
- Almolonga
- Cabricán
- Cajolá
- Cantel
- Coatepeque
- Colomba
- Concepción Chiquirichapa
- El Palmar
- Flores Costa Cuca
- Génova
- Huitán
- La Esperanza
- Olintepeque
- Ostuncalco
- Palestina de Los Altos
- Quetzaltenango
- Salcajá
- San Carlos Sija
- San Francisco La Unión
- San Martín Sacatepéquez
- San Mateo
- San Miguel Sigüilá
- Sibilia
- Zunil

### Département du Quiché
- Canillá
- Chajul
- Chicaman
- Chiché
- Chichicastenango
- Chinique
- Cunén
- Joyabaj
- Pachalúm
- Patzité
- Playa Grande
- Sacapulas
- San Andrés Sajcabajá
- San Antonio Ilotenango
- San Bartolomé Jocotenango
- San Juan Cotzal
- San Pedro Jocopilas
- Santa Cruz del Quiché
- Santa Maria Nebaj
- Uspantán
- Zacualpa

### Retalhuleu
- Champerico
- El Asintal
- Nuevo San Carlos
- Retalhuleu
- San Andrés Villa Seca
- San Felipe
- San Martín Zapotitlán
- San Sebastián
- Santa Cruz Muluá

### Sacatepéquez
- Alotenango
- Antigua Guatemala
- Ciudad Vieja
- Jocotenango
- Magdalena Milpas Altas
- Pastores
- San Antonio Aguas Calientes
- San Bartolomé Milpas Altas
- San Lucas Sacatepéquez
- San Miguel Dueñas
- Santiago Sacatepéquez
- Santa Catarina Barahona
- Santa Lucía Milpas Altas
- Santa María de Jesús
- Santo Domingo Xenacoj
- Sumpango

### San Marcos
- Ixchiguan
- La Reforma
- Malacatán
- Nuevo Progreso
- Ocos
- Pajapita
- Río Blanco
- San Lorenzo
- San Marcos
- San Miguel Ixtahuacán
- San Pablo
- San Pedro Sacatepéquez
- San Rafael Pie de La Cuesta
- Sibinal
- Sipacapa
- Tacaná
- Tajumulco
- Tejutla

### Santa Rosa
- Barberena
- Casillas
- Chiquimulilla
- Cuilapa
- Guazacapán
- Nueva Santa Rosa
- Oratorio
- Pueblo Nuevo Viñas
- San Juan Tecuaco
- San Rafael Las Flores
- Santa Cruz Naranjo
- Santa María Ixhuatán
- Santa Rosa de Lima
- Taxisco

### Sololá
- Concepción
- Nahualá
- Panajachel
- San Andrés Semetabaj
- San Antonio Palopó
- San José Chacayá
- San Juan La Laguna
- San Lucas Tolimán
- San Marcos La Laguna
- San Pablo La Laguna
- San Pedro La Laguna
- Santa Catarina Ixtahuacan
- Santa Catarina Palopó
- Santa Clara La Laguna
- Santa Cruz La Laguna
- Santa Lucía Utatlán
- Santa María Visitación
- Santiago Atitlán
- Sololá

### Suchitepéquez
- Chicacao
- Cuyotenango
- Mazatenango
- Patulul
- Pueblo Nuevo
- Río Bravo
- Samayac
- San Antonio Suchitepéquez
- San Bernardino
- San Francisco Zapotitlán
- San Gabriel
- San José El Idolo
- San Juan Bautista
- San Lorenzo
- San Miguel Panán
- San Pablo Jocopilas
- Santa Bárbara
- Santo Domingo Suchitepequez
- Santo Tomás La Unión
- Zunilito

### Totonicapán
- Momostenango
- San Andrés Xecul
- San Bartolo
- San Cristóbal Totonicapán
- San Francisco El Alto
- Santa Lucía La Reforma
- Santa María Chiquimula
- Totonicapán

### Zacapa
- Cabañas
- Estanzuela
- Gualán
- Huité
- La Unión
- Río Hondo
- San Diego
- Teculután
- Usumatlán
- Zacapa

## Par ordre alphabétique

### A
- Acatenango (Chimaltenango)
- Agua Blanca (Jutiapa)
- Aguacatán (Huehuetenango)
- Almolonga (Quetzaltenango)
- Alotenango (Sacatepéquez)
- Amatitlán (Guatemala)
- Antigua Guatemala (Sacatepéquez)
- Asunción Mita (Jutiapa)
- Atescatempa (Jutiapa)

### B
- Barberena (Santa Rosa)

### C
- Cabañas (Zacapa)
- Cabricán (Quetzaltenango)
- Cajolá (Quetzaltenango)
- Camotán (Chiquimula)
- Canillá (Quiché)
- Cantel (Quetzaltenango)
- Casillas (Santa Rosa)
- Chahal (Alta Verapaz)
- Chajul (Quiché)
- Champerico (Retalhuleu)
- Chiantla (Huehuetenango)
- Chicacao (Suchitepéquez)
- Chicaman (Quiché)
- Chiché (Quiché)
- Chichicastenango (Quiché)
- Chimaltenango (Chimaltenango)
- Chinautla (Guatemala)
- Chinique (Quiché)
- Chiquimula (Chiquimula)
- Chiquimulilla (Santa Rosa)
- Chisec (Alta Verapaz)
- Chuarrancho (Guatemala)
- Ciudad Vieja (Sacatepéquez)
- Coatepeque (Quetzaltenango)
- Cobán (Alta Verapaz)
- Colomba (Quetzaltenango)
- Colotenango (Huehuetenango)
- Comalapa (Chimaltenango)
- Comapa (Jutiapa)
- Concepción (Sololá)
- Concepción Chiquirichapa (Quetzaltenango)
- Concepción Huista (Huehuetenango)
- Concepción Las Minas (Chiquimula)
- Conguaco (Jutiapa)
- Cubulco (Baja Verapaz)
- Cuilapa (Santa Rosa)
- Cuilco (Huehuetenango)
- Cunén (Quiché)
- Cuyotenango (Suchitepéquez)

### D
- Dolores (Petén)

### E
- El Adelanto (Jutiapa)
- El Asintal (Retalhuleu)
- El Estor (Izabal)
- El Jícaro (El Progreso)
- El Palmar (Quetzaltenango)
- El Progreso (Jutiapa)
- El Tejar (Chimaltenango)
- Escuintla (Escuintla)
- Esquipulas (Chiquimula)
- Estanzuela (Zacapa)

### F
- Flores (Petén)
- Flores Costa Cuca (Quetzaltenango)
- Fraijanes (Guatemala)
- Fray Bartolomé de las Casas (Alta Verapaz)

### G
- Génova (Quetzaltenango)
- Granados (Baja Verapaz)
- Gualán (Zacapa)
- Guanagazapa (Escuintla)
- Guastatoya (El Progreso)
- Guatemala (Guatemala)
- Guazacapán (Santa Rosa)

### H
- Huehuetenango (Huehuetenango)
- Huitán (Quetzaltenango)
- Huité (Zacapa)

### I
- Ipala (Chiquimula)
- Ixchiguan (San Marcos)
- Iztapa (Escuintla)

### J
- Jacaltenango (Huehuetenango)
- Jalapa (Jalapa)
- Jalpatagua (Jutiapa)
- Jerez (Jutiapa)
- Jocotán (Chiquimula)
- Jocotenango (Sacatepéquez)
- Joyabaj (Quiché)
- Jutiapa (Jutiapa)

### L
- La Democracia (Escuintla)
- La Democracia (Huehuetenango)
- La Esperanza (Quetzaltenango)
- La Gomera (Escuintla)
- La Libertad (Petén)
- La Libertad (Huehuetenango)
- La Reforma (San Marcos)
- La Unión (Zacapa)
- Lanquín (Alta Verapaz)
- Livingston (Izabal)
- Los Amates (Izabal)

### M
- Magdalena Milpas Altas (Sacatepéquez)
- Malacatán (San Marcos)
- Malacatancito (Huehuetenango)
- Masagua (Escuintla)
- Mataquescuintla (Jalapa)
- Mazatenango (Suchitepéquez)
- Melchor de Mencos (Petén)
- Mixco (Guatemala)
- Momostenango (Totonicapán)
- Monjas (Jalapa)
- Morales (Izabal)
- Morazán (El Progreso)
- Moyuta (Jutiapa)

### N
- Nahualá (Sololá)
- Nentón (Huehuetenango)
- Nueva Concepción (Escuintla)
- Nueva Santa Rosa (Santa Rosa)
- Nuevo Progreso (San Marcos)
- Nuevo San Carlos (Retalhuleu)

### O
- Ocos (San Marcos)
- Olintepeque (Quetzaltenango)
- Olopa (Chiquimula)
- Oratorio (Santa Rosa)
- Ostuncalco (Quetzaltenango)

### P
- Pachalúm (Quiché)
- Pajapita (San Marcos)
- Palencia (Guatemala)
- Palestina de Los Altos (Quetzaltenango)
- Palín (Escuintla)
- Panajachel (Sololá)
- Panzós (Alta Verapaz)
- Parramos (Chimaltenango)
- Pasaco (Jutiapa)
- Pastores (Sacatepéquez)
- Patulul (Suchitepéquez)
- Patzicía (Chimaltenango)
- Patzité (Quiché)
- Patzún (Chimaltenango)
- Petapa (Guatemala)
- Playa Grande (Quiché)
- Pochuta (Chimaltenango)
- Poptún (Petén)
- Pueblo Nuevo (Suchitepéquez)
- Pueblo Nuevo Viñas (Santa Rosa)
- Puerto Barrios (Izabal)
- Purulhá (Baja Verapaz)

### Q
- Quetzaltenango (Quetzaltenango)
- Quezada (Jutiapa)
- Quezaltepeque (Chiquimula)

### R
- Rabinal (Baja Verapaz)
- Retalhuleu (Retalhuleu)
- Río Bravo (Suchitepéquez)
- Río Blanco (San Marcos)
- Río Hondo (Zacapa)

### S
- Sacapulas (Quiché)
- Salamá (Baja Verapaz)
- Salcajá (Quetzaltenango)
- Samayac (Suchitepéquez)
- Sanarate (El Progreso)
- Sansare (El Progreso)
- Sayaxché (Petén)
- Senahú (Alta Verapaz)
- Sibilia (Quetzaltenango)
- Sibinal (San Marcos)
- Sipacapa (San Marcos)
- Siquinalá (Escuintla)
- Sololá (Sololá)
- Sumpango (Sacatepéquez)
- San Agustín Acasaguastlán (El Progreso)
- San Andrés (Petén)
- San Andrés Itzapa (Chimaltenango)
- San Andrés Sajcabajá (Quiché)
- San Andrés Semetabaj (Sololá)
- San Andrés Villa Seca (Retalhuleu)
- San Andrés Xecul (Totonicapán)
- San Antonio Aguas Calientes (Sacatepéquez)
- San Antonio Huista (Huehuetenango)
- San Antonio Ilotenango (Quiché)
- San Antonio La Paz (El Progreso)
- San Antonio Palopó (Sololá)
- San Antonio Suchitepéquez (Suchitepéquez)
- San Bartolo (Totonicapán)
- San Bartolomé Jocotenango (Quiché)
- San Bartolomé Milpas Altas (Sacatepéquez)
- San Benito (Petén)
- San Bernardino (Suchitepéquez)
- San Carlos Alzatate (Jalapa)
- San Carlos Sija (Quetzaltenango)
- San Cristóbal Acasaguastlán (El Progreso)
- San Cristóbal Totonicapán (Totonicapán)
- San Cristóbal Verapaz (Alta Verapaz)
- San Diego (Zacapa)
- San Felipe (Retalhuleu)
- San Francisco (Petén)
- San Francisco El Alto (Totonicapán)
- San Francisco La Unión (Quetzaltenango)
- San Francisco Zapotitlán (Suchitepéquez)
- San Gabriel (Suchitepéquez)
- San Gaspar Ixchil (Huehuetenango)
- San Ildefonso Ixtahuacán (Huehuetenango)
- San Jacinto (Chiquimula)
- San Jerónimo (Baja Verapaz)
- San José (Petén)
- San José (Escuintla)
- San José Acatempa (Jutiapa)
- San José Chacayá (Sololá)
- San José del Golfo (Guatemala)
- San José El Idolo (Suchitepéquez)
- San José La Arada (Chiquimula)
- San José Pinula (Guatemala)
- San José Poaquil (Chimaltenango)
- San Juan Atitán (Huehuetenango)
- San Juan Bautista (Suchitepéquez)
- San Juan Chamelco (Alta Verapaz)
- San Juan Cotzal (Quiché)
- San Juan Ermita (Chiquimula)
- San Juan Ixcoy (Huehuetenango)
- San Juan La Laguna (Sololá)
- San Juan Sacatepéquez (Guatemala)
- San Juan Tecuaco (Santa Rosa)
- San Lorenzo (San Marcos)
- San Lorenzo (Suchitepéquez)
- San Lucas Sacatepéquez (Sacatepéquez)
- San Lucas Tolimán (Sololá)
- San Luis (Petén)
- San Luis Jilotepeque (Jalapa)
- San Manuel Chaparrón (Jalapa)
- San Marcos (San Marcos)
- San Marcos La Laguna (Sololá)
- San Martín Jilotepeque (Chimaltenango)
- San Martín Sacatepéquez (Quetzaltenango)
- San Martín Zapotitlán (Retalhuleu)
- San Mateo (Quetzaltenango)
- San Mateo Ixtatán (Huehuetenango)
- San Miguel Acatán (Huehuetenango)
- San Miguel Chicaj (Baja Verapaz)
- San Miguel Dueñas (Sacatepéquez)
- San Miguel Ixtahuacán (San Marcos)
- San Miguel Panán (Suchitepéquez)
- San Miguel Sigüilá (Quetzaltenango)
- San Pablo (San Marcos)
- San Pablo Jocopilas (Suchitepéquez)
- San Pablo La Laguna (Sololá)
- San Pedro Ayampuc (Guatemala)
- San Pedro Carchá (Alta Verapaz)
- San Pedro Jocopilas (Quiché)
- San Pedro La Laguna (Sololá)
- San Pedro Necta (Huehuetenango)
- San Pedro Pinula (Jalapa)
- San Pedro Sacatepéquez (Guatemala)
- San Pedro Sacatepéquez (San Marcos)
- San Pedro Soloma (Huehuetenango)
- San Rafael La Independencia (Huehuetenango)
- San Rafael Las Flores (Santa Rosa)
- San Rafael Petzal (Huehuetenango)
- San Rafael Pie de La Cuesta (San Marcos)
- San Raymundo (Guatemala)
- San Sebastián (Retalhuleu)
- San Sebastián Coatán (Huehuetenango)
- San Sebastián Huehuetenango (Huehuetenango)
- San Vicente Pacaya (Escuintla)
- Santiago Atitlán (Sololá)
- Santiago Chimaltenango (Huehuetenango)
- Santiago Sacatepéquez (Sacatepéquez)
- Santo Domingo Suchitepequez (Suchitepéquez)
- Santo Domingo Xenacoj (Sacatepéquez)
- Santo Tomás La Unión (Suchitepéquez)
- Santa Ana (Petén)
- Santa Ana Huista (Huehuetenango)
- Santa Apolonia (Chimaltenango)
- Santa Bárbara (Huehuetenango)
- Santa Bárbara (Suchitepéquez)
- Santa Catarina Barahona (Sacatepéquez)
- Santa Catarina Ixtahuacan (Sololá)
- Santa Catarina Mita (Jutiapa)
- Santa Catarina Palopó (Sololá)
- Santa Catarina Pinula (Guatemala)
- Santa Clara La Laguna (Sololá)
- Santa Cruz Balanyá (Chimaltenango)
- Santa Cruz Barillas (Huehuetenango)
- Santa Cruz del Quiché (Quiché)
- Santa Cruz El Chol (Baja Verapaz)
- Santa Cruz La Laguna (Sololá)
- Santa Cruz Muluá (Retalhuleu)
- Santa Cruz Naranjo (Santa Rosa)
- Santa Cruz Verapaz (Alta Verapaz)
- Santa Eulalia (Huehuetenango)
- Santa Lucía Cotzumalguapa (Escuintla)
- Santa Lucía La Reforma (Totonicapán)
- Santa Lucía Milpas Altas (Sacatepéquez)
- Santa Lucía Utatlán (Sololá)
- Santa María Cahabón (Alta Verapaz)
- Santa María Chiquimula (Totonicapán)
- Santa María de Jesús (Sacatepéquez)
- Santa María Ixhuatán (Santa Rosa)
- Santa Maria Nebaj (Quiché)
- Santa María Visitación (Sololá)
- Santa Rosa de Lima (Santa Rosa)

### T
- Tacaná (San Marcos)
- Tactic (Alta Verapaz)
- Tajumulco (San Marcos)
- Tamahú (Alta Verapaz)
- Taxisco (Santa Rosa)
- Tecpán Guatemala (Chimaltenango)
- Tectitán (Huehuetenango)
- Teculután (Zacapa)
- Tejutla (San Marcos)
- Tiquisate (Escuintla)
- Todos Santos Cuchumatán (Huehuetenango)
- Totonicapán (Totonicapán)
- Tucurú (Alta Verapaz)

### U
- Uspantán (Quiché)
- Usumatlán (Zacapa)

### V
- Villa Canales (Guatemala)
- Villa Nueva (Guatemala)

### Y
- Yepocapa (Chimaltenango)
- Yupiltepeque (Jutiapa)

### Z
- Zacapa (Zacapa)
- Zacualpa (Quiché)
- Zapotitlán (Jutiapa)
- Zaragoza (Chimaltenango)
- Zunil (Quetzaltenango)
- Zunilito (Suchitepéquez)